# Glossoloma pycnosuzygium
Glossoloma pycnosuzygium är en tvåhjärtbladig växtart som först beskrevs av John Donnell Smith, och fick sitt nu gällande namn av J.L. Clark. Glossoloma pycnosuzygium ingår i släktet Glossoloma och familjen Gesneriaceae. Inga underarter finns listade i Catalogue of Life.